# Жарагуа (гора)
Жарагуа (порт. Pico do Jaraguá) — гора в городе Сан-Паулу.
Высота — 1135 м, это высочайшая точка штата и горного хребта Серра-да-Кантарейра. Гора — часть парка Жарагуа, образованного в 1961 году.
На языке индейцев тупи, живших тут ещё до европейской колонизации, название означает «Хозяин Долины». Первое европейское поселение на горе в 1580 году основал Афонсу Сардинья, после войн с индейцами он стал добывать золото, запасы которого иссякли в XIX веке.
Несмотря на то, что в парке ограничена деятельность человека, компании Globo, Bandeirantes и TV Cultura установили на вершине свои телевышки.
В 1994 году гора и парк были номинированы в ЮНЕСКО на присуждение статуса объекта Всемирного наследия.